# Зорик Георгій Іванович
Зорик Григорій Іванович (11 лютого 1958, с. Кинашів Тульчинського району Вінницької області) — український художник. Працює у жанрах станкового живопису, графіки.
Член Вінницької обласної організації Національної спілки художників України з 2015 року.